# ماود شکل
 ماود شکل (انگلیسی: Maud Shackle؛ زاده ۸ آوریل ۱۸۷۰) یک تنیس‌باز است.